# Bryan Clay
Bryan Ezra Tsumoru Clay (ur. 3 stycznia 1980 w Austin w Teksasie) – amerykański lekkoatleta specjalizujący się w wielobojach.
Międzynarodową karierę zaczynał od tryumfu podczas mistrzostw panamerykańskich juniorów w 1999 w Tampie. Nie ukończył rywalizacji w dziesięcioboju w swoich dwóch pierwszych startach w gronie seniorów podczas mistrzostw świata w 2001 oraz 2003. Na halowych mistrzostwach globu w 2004 zdobył srebrny medal – kilka miesięcy później w Atenach został wicemistrzem olimpijskim. W kolejnym sezonie został mistrzem świata. W Moskwie – w 2006 – został drugi raz w karierze halowym wicemistrzem globu. Nie ukończył dziesięcioboju podczas globalnego czempionatu w 2007 – z rywalizacji wycofał się po czwartej konkurencji, czyli skoku wzwyż – mimo iż był liderem po pierwszych dwóch konkurencjach. W 2008 został najpierw halowym mistrzem świata, a później wygrał w Pekinie złoty medal igrzysk olimpijskich. Sukces z 2008 powtórzył w marcu 2010 ponownie zostając halowym mistrzem świata.
Medalista mistrzostw Stanów Zjednoczonych oraz zwycięzca (w 2006) zawodów Hypo-Meeting w Götzis.
Rekordy życiowe: siedmiobój (hala) – 6371 pkt. (8/9 marca 2008, Walencja); dziesięciobój (stadion) – 8832 pkt. (29/30 czerwca 2008, Eugene).

## Osiągnięcia
| Rok  | Impreza                              | Miejsce           | Konkurencja   | Lokata     | Wynik     |
| ---- | ------------------------------------ | ----------------- | ------------- | ---------- | --------- |
| 1999 | Mistrzostwa panamerykańskie juniorów | Tampa             | dziesięciobój | 1. miejsce | 7207 pkt. |
| 2001 | Mistrzostwa świata                   | Edmonton          | dziesięciobój | –          | DNF       |
| 2003 | Mistrzostwa świata                   | Paryż Saint Denis | dziesięciobój | –          | DNF       |
| 2004 | Halowe mistrzostwa świata            | Budapeszt         | siedmiobój    | 2. miejsce | 6365 pkt. |
| 2004 | Igrzyska olimpijskie                 | Ateny             | dziesięciobój | 2. miejsce | 8820 pkt. |
| 2005 | Mistrzostwa świata                   | Helsinki          | dziesięciobój | 1. miejsce | 8732 pkt. |
| 2006 | Halowe mistrzostwa świata            | Moskwa            | siedmiobój    | 2. miejsce | 6187 pkt. |
| 2007 | Mistrzostwa świata                   | Osaka             | dziesięciobój | –          | DNF       |
| 2008 | Halowe mistrzostwa świata            | Walencja          | siedmiobój    | 1. miejsce | 6371 pkt. |
| 2008 | Igrzyska olimpijskie                 | Pekin             | dziesięciobój | 1. miejsce | 8791 pkt. |
| 2010 | Halowe mistrzostwa świata            | Doha              | siedmiobój    | 1. miejsce | 6204 pkt. |